# Summit Ridge
Summit Ridge är en bergstopp i Antarktis. Den ligger i Västantarktis. Argentina, Chile och Storbritannien gör anspråk på området. Toppen på Summit Ridge är 380 meter över havet.
Terrängen runt Summit Ridge är kuperad. Trakten är glest befolkad. Närmaste befolkade plats är Esperanza Base, 5,7 kilometer norr om Summit Ridge.